# Oospila carnelunata
Oospila carnelunata là một loài bướm đêm trong họ Geometridae.